# Nagari Gauang
Nagari Gauang is een bestuurslaag in het regentschap Solok van de provincie West-Sumatra, Indonesië. Nagari Gauang telt 1640 inwoners (volkstelling 2010).